# アラ・ホルスカ
アラ・ホルスカ（ウクライナ語: Алла Горська、1929年9月18日 - 1970年11月28日）は、ウクライナの画家、グラフィックアーティスト、モニュメンタルアーティストであり、1960年代のウクライナ地下運動および人権運動の主要な活動家。ソビエトの全体主義体制に抵抗し、ウクライナの文化とアイデンティティの保存・発展に大きく貢献した。41歳で殺害された。

## 経歴

### 幼少期と家族
アラ・ホルスカは1929年9月18日、ソビエト連邦のクリミアASSR（現クリミア）のヤルタで生まれた。父オレクサンドル・ホルスキーはソビエト映画産業の指導者で、ヤルタのウクライナ劇団で俳優として活動後、1931年にヤルタ映画スタジオの監督に就任。1932年に家族とともにモスクワへ移り、「ヴォストークフィルム」トラストの製作責任者を務め、後にレニングラード（現サンクトペテルブルク）のレンフィルムスタジオの副監督、監督を歴任した。
母オレナ・ベススメルトナはヤルタの児童サナトリウムで保育士として働き、後にレニングラードで衣装デザイナーに転身。1939年から1940年のソビエト・フィンランド戦争中、父は戦争に参加し、1941年にはモンゴルで映画『スフバートルの名』の撮影を指揮。戦争中、父はアルマトイの共同映画スタジオで働き、11歳のアラと母、異父兄アルセン（母の前夫の子、1918-1919年の戦争で死去）はレニングラードで戦争を迎えた。1943年、アルセンは戦死し、アラと母はレニングラードの2冬の封鎖を生き延び、1943年夏にアルマトイへ避難。
1943年末、父がキエフ映画スタジオの監督に任命され、家族はキエフの中心部に移住。アラのアパートとアトリエは後に反体制派の拠点となった。

### 教育
1946年から1948年まで、シェフチェンコ国立芸術学校（キエフ）で学び、金メダルで卒業。指導者にヴォロディミル・ボンダレンコ（フェディル・クリチェフスキーの弟子）がいた。1948年から1954年まで、キエフ国立芸術学院（現ウクライナ国立芸術アカデミー）でセルヒイ・フリホリエフのアトリエに学び、ここで後の夫ヴィクトル・ザレツキーと出会った。

## 芸術活動
卒業2年後の1956年、ホルスカはモニュメンタルアートを始め、夫とともにドンバスへ頻繁に赴いた。1959年、鉱業をテーマにした絵画シリーズでソビエト連邦芸術家連盟に加盟。フルシチョフの雪解け期にウクライナ文化が復興し、ホルスカは1960年代初頭のキエフの若手知識人と共に国民復興に参加。ロシア語を話す家庭で育ち、ウクライナ語を学んでいなかった彼女は、ジャーナリストナディヤ・スヴィトリチュナの指導でウクライナ語を学び直し、意識的に使用した。
1960-1961年、チェルノブイリ（現イヴァンキウ）地区のホルノスタイピル村で活動。この時期に「芸術的言語と人生の感情的要素を見出した」と息子オレクシイ・ザレツキーは述べる。『集団農場の女性の肖像』『ガチョウ』『プリピャチ。渡し船』（1961年）は、鮮やかな色彩とテンペラ技法を用い、社会主義リアリズムに反する新たなウクライナ芸術を提示した。

### 代表作
ホルスカはモザイク、壁画、ステンドグラスなど多数の作品を残した。主な作品：
- 『サンコミッション』（卒業制作）
- 『自画像』（1960年代、素描）
- 『息子との自画像』
- 『鉱夫ヴァシル・クリヴィネツの肖像』（1950年代後半）
- 『ドンバスの歌』（1957年）
- 『父の肖像』（1960年）
- 『アルファベット』（1962年）
- 『プリピャチ。渡し船』（1962-1963年）
- 『ドゥーマ（シェフチェンコ）』（1963年）
- 『オレクサンドル・ドヴジェンコの肖像』（1960年代、グラフィック）
- 『母ウクライナ、鎖に繋がれて』（1960年代初頭）
- 『勝利の旗』（クラスノドンの「若き親衛隊」博物館、共作）

### ステンドグラス「シェフチェンコ。母」
1964年、ホルスカはオパナス・ザリヴァハ、リュドミラ・セミキナ、ハリナ・セヴルク、ハリナ・ズブチェンコと共同で、キエフ大学本館のロビーにステンドグラス『シェフチェンコ。母』を制作。詩人タラス・シェフチェンコと母ウクライナを象徴する女性を描いたが、共産党指導部の指示で公開前に破壊された。作品は「社会主義リアリズムに反する」とされ、ホルスカとセミキナは芸術家連盟から除名（1年後に復帰）。

## 人権活動
1960年代初頭、ホルスカはヴィクトル・ザレツキー、ヴァシル・ストゥス、ヴァシル・シモネンコ、イヴァン・スヴィトリチュニーらとキエフで創作青年クラブ「スチャスニク」を設立。イヴァン・ドラチ、イェウヘン・スヴェルスチューク、イリナ・ジレンコ、ミハイリナ・コツュビンスカ、ミコラ・ヴィンフラノフスキー、レス・タニューク、イヴァン・ジューバも参加し、討論会、芸術イベント、展覧会、自費出版（サミズダート）、相互支援を行った。
「スチャスニク」の活動は文学にとどまらず、ホルスカはシモネンコ、タニュークとNKVDの犠牲者の埋葬地（ビキウニャ墓地、ルキャニウシケ墓地、ヴァシルキウシケ墓地）を発見。キエフ市議会に報告したが、発見のきっかけは子供が頭蓋骨でサッカーをしていたことだった。
1965年、友人の逮捕を機に反体制運動に積極的に参加。芸術活動は地下に潜り、12月16日にウクライナSSR検察庁に逮捕抗議の手紙を送った。オパナス・ザリヴァハら収容所にいる活動家と文通し、釈放者にはキエフのアパートを提供。1965-1968年、ボフダン・ホリン、ミハイロ・ホリン、ザリヴァハ、スヴャトスラフ・カラヴァンスキー、ヴァレンティン・モロズ、ヴャチェスラフ・チョルノヴィルらの弾圧に抗議し、ソビエト治安機関の監視を受けた。
1968年、レオニード・ブレジネフ、アレクセイ・コスイギン、ニコライ・ポドゴルニー宛の公開書簡「抗議の手紙139」に署名。共産党第20回大会の決定からの逸脱と社会主義法の違反を批判したが、署名者は行政的弾圧を受け、ホルスカは2度目の芸術家連盟除名と24時間監視、脅迫電話、路上での威嚇に直面。1970年、イヴァーノ＝フランキウシクでのモロズ逮捕に関する尋問を拒否し、最高裁に判決の違法性と残酷さを訴える抗議文を書いた。

## 死
1970年11月28日、ホルスカはヴァシルキウの義父宅にミシンを取りに行き、戻らなかった。数日後、義父イヴァン・ザレツキーの家で遺体が発見され、死因はハンマーによる鈍器外傷。イヴァンは29日に鉄道で遺体となって発見された。当局は義父が個人的な敵意でホルスカを殺害し、自殺したと発表し、1か月で事件を終結。
2008年、ウクライナ保安庁の機密解除文書（基金16号、1990年に一部焼却）が息子オレクシイ・ザレツキーにより2010年に公開。文書はホルスカの殺害が当局による計画的暗殺であることを示し、友人らはKGBによる暗殺と確信。当局はバイコヴェ墓地への埋葬を拒否し、ベルコヴェツィ墓地に葬られた。葬儀は1970年12月7日に行われた。

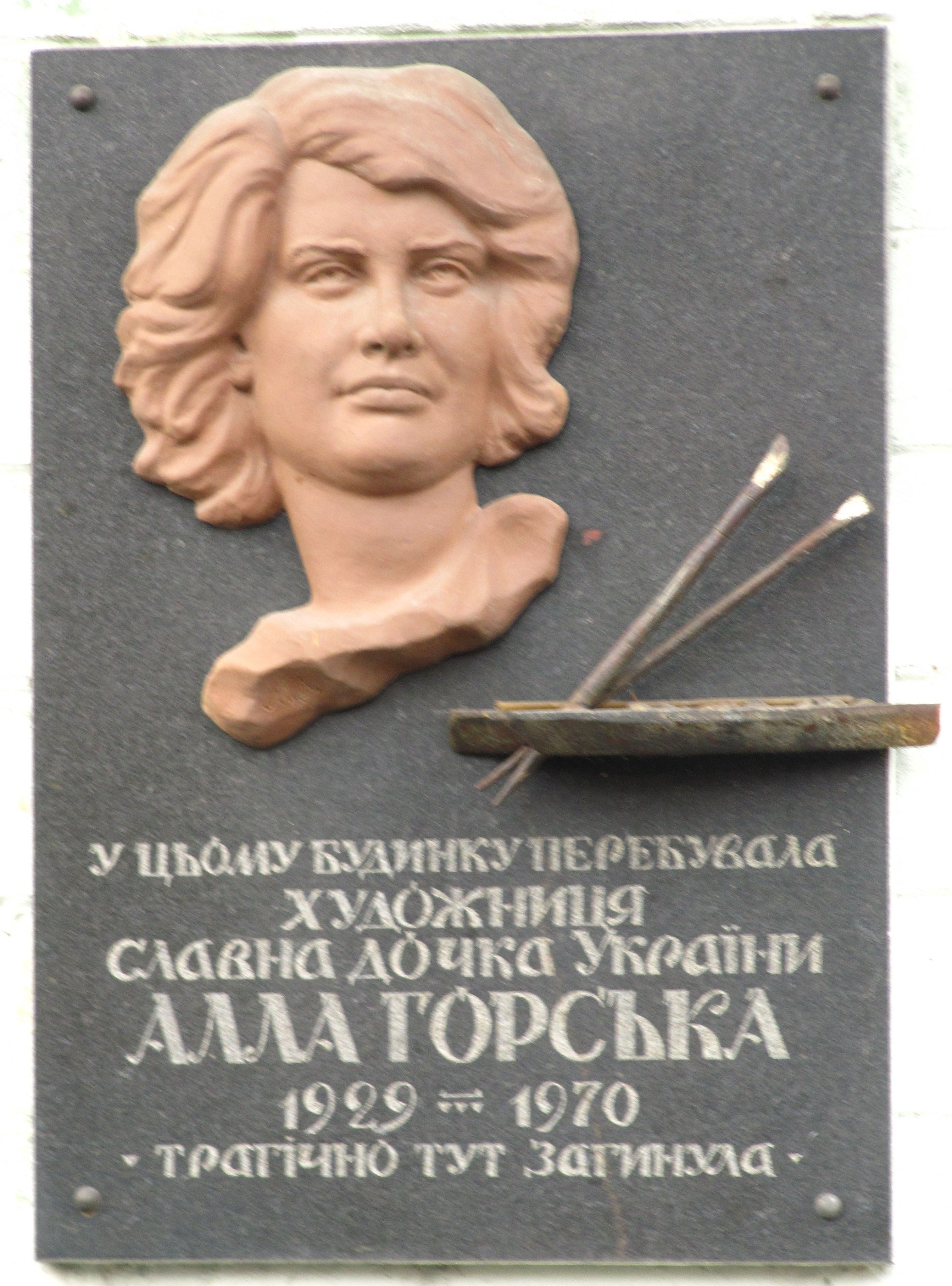
ヴァシルキウのホルスカ殺害現場の家にある記念銘板

## 遺産
ホルスカは1960年代のウクライナ人像（イヴァン・スヴィトリチュニー、ヴァシル・シモネンコ、イェウヘン・スヴェルスチューク）、『アルファベット』『息子との自画像』、マリウポリの『生命の樹』（共作）、ドネツクの『鳥女』『プロメテウス』（共作）、クラスノドンの『勝利の旗』（共作）など多数の作品を残した。1957年、モスクワの第6回世界青年学生フェスティバル国際美術展など3つの展覧会に出品。ウクライナSSR文化省の依頼で『私のドンバス』（1957年）、P・ポルシチコフ率いる共産主義労働旅団の肖像（1959年）を制作。

## 記念
- 映画：アラ・ホルスカ：東西を超えて（Hromadske）